# Aqqaluk Lynge
Aqqaluk Knud Lynge [ˈɑqːaluk knuð ˈløŋə] (nach alter Rechtschreibung Arĸaluk; * 12. Oktober 1947 in Aasiaat) ist ein grönländischer Politiker (Inuit Ataqatigiit), Schriftsteller, Regisseur und Journalist.

## Leben

### Frühe Jahre
Aqqaluk Lynge ist der Sohn von Jens Hans Lynge (1916–1985) und Hansine Elisabeth Benedikte Ester Mølgaard (1917–1996). Sein Vater saß von 1959 bis 1967 in Grønlands Landsråd. Sein Großvater Frederik Lynge (1889–1957) war der erste Grönländer im Folketing. Sein jüngerer Bruder ist der Politiker Ole Lynge (* 1956). Am 8. März 1979 heiratete Aqqaluk die Journalistin Erna Jeremiassen (* 1952), eine Schwester von Henriette Rasmussen (1950–2017). Aus der Ehe gingen zwei Töchter, darunter die Politikerin Pipaluk Lynge-Rasmussen (* 1984), und ein Sohn hervor, sowie ein Sohn, den seine Frau mit in die Ehe brachte. Der Sohn Nukappiaaluk starb jedoch 1982 im Alter von drei Jahren, als er von einem Auto überfahren wurde.
Aqqaluk Lynge besuchte von 1954 bis 1961 die Folkeskole in Aasiaat und danach bis 1962 eine Schule auf Lolland. Anschließend ging er bis 1966 in Nuuk zur Realschule und anschließend auf das Gymnasium in Birkerød, das er 1969 abschloss. Anschließend war er Hilfslehrer in Aasiaat. Ein Studium in Sozialwissenschaften an der Universität Kopenhagen brach er 1971 nach einem Jahr ab. Anschließend war er ein Jahr lang Hilfslehrer in Ellekilde. Von 1973 bis 1976 studierte er doch noch an der Sozialhochschule in Kopenhagen. Anschließend war er Sozialberater in der Gemeinde Aasiaat. 1980 war er erneut Hilfslehrer, wurde aber noch im selben Jahr Programmsekretär beim KNR, wo er bis 1984 blieb.

### Erste Jahre in der Politik
Von 1970 bis 1974 war er Aufsichtsratsmitglied und anschließend bis 1976 -vorsitzender der Kalaallit Inuusuttut Ataqatigiit (deutsch Gemeinschaft junger Grönländer). Dadurch wurde er jung politisiert. 1976 gründete er das traditionelle Sommercamp Aasivik mit. Er war eine der Triebkräfte bei der Gründung der Inuit Ataqatigiit und diente anfangs als Mitglied des Zentralkomitees der Partei, bevor er 1980 alleiniger Parteivorsitzender wurde.
Aqqaluk Lynge kandidierte erstmals bei der Parlamentswahl 1979 für ein politisches Amt, allerdings konnte die Inuit Ataqatigiit wegen des Wahlrechts keinen Parlamentssitz erlangen. Danach kandidierte er erfolglos bei der Folketingswahl 1981. Mit neuem Wahlrecht trat er bei der Parlamentswahl 1983 erneut an und wurde erstmals ins Inatsisartut gewählt. Bei der Folketingswahl 1984 kandidierte er ebenfalls wieder, wurde aber wieder nicht gewählt.

### Zeit als Minister und Ausscheiden aus der Politik
Bei der Parlamentswahl 1984 konnte er seinen Sitz verteidigen und die Inuit Ataqatigiit erhielt erstmals Ministerposten. Aqqaluk Lynge wurde daraufhin zum Minister für Soziales und Wohnungswesen im Kabinett Motzfeldt III ernannt. Nach der Wahl 1987 behielt Aqqaluk Lynge seine Ressorts im Kabinett Motzfeldt IV und wurde im September 1987 Minister für Soziales, Gesundheit und GTO (Versorgung und Wohnungswesen), nachdem Grönland die Verwaltung dieser Ressorts selbst übernahm. 1988 schied die Partei aus der Regierung aus.
Bei der Wahl 1991 wurde er erneut ins Parlament gewählt. Anfang 1993 wurde er als Parteivorsitzender abgewählt, nachdem der Widerstand gegen ihn in der Partei gewachsen war. Der junge Johan Lund Olsen wurde sein Nachfolger. Bei der Folketingswahl 1994 kandidierte er wieder, konnte aber erneut keinen Sitz im Folketing erlangen. Bei der Parlamentswahl 1995 konnte er erstmals nicht mehr genügend Stimmen erhalten, um seinen Parlamentssitz zu verteidigen, und er schied aus dem Inatsisartut aus.

### Zeit als ICC-Präsident und Rückkehr in die Politik
1997 wurde er zum Präsidenten der Inuit Circumpolar Conference ernannt, wo er seit 1980 im Vorstand saß und von 1983 bis 1992 und seit 1995 Vizepräsident war, und blieb dies bis 2002. Durch sein Wirken wurden die Yupiit Mitglied des Rats. Von 1996 bis 2002 war er zudem Grönlands Repräsentant beim Arktischen Rat. Nach 2002 blieb jedoch als Vorsitzender der grönländischen Abteilung des ICC erhalten, bevor er 2014 auch dort ausschied.
Nach seinem Ausscheiden als ICC-Präsident kandidierte bei der Parlamentswahl 2002 erneut für einen Sitz im Inatsisartut und wurde diesmal wieder gewählt. Von 2004 bis 2005 gehörte er der dänisch-grönländischen Selvstyrekommission an. Bei der Parlamentswahl 2005 erhielt er nur noch den vierten Nachrückerplatz der Inuit Ataqatigiit. Von dort aus gelangte er nur einige Tage im Oktober 2008 noch einmal ins Inatsisartut. Von 2005 bis 2007 war er Mitglied für Europa und die Arktis im Ständigen Forum für indigene Angelegenheiten der Vereinten Nationen. 2014 wurde er Teil der dänischen Repräsentation bei der WWF und 2016 Mitglied des grönländischen Menschenretchtsrats.
Von 1981 bis 1983 war er Vorsitzender der grönländischen Abteilung des dänischen Journalistenverbands. Von 1983 bis 1991 war er Mitglied des dänisch-grönländischen Mineralressourcenrats. Von 1983 bis 1995 war er Aufsichtsratsmitglied bei der Nuna Bank. Von 1992 bis 1995 war er Aufsichtsratsvorsitzender bei KNI.

### Schriftstellerisches Wirken
Neben seiner politischen Karriere ist Aqqaluk Lynge auch als Dichter, Schriftsteller und wissenschaftlicher Autor aktiv.
1970 debütierte er mit der Anthologie Agdlagarsiat. 1971 veröffentlichte er das Hörspiel 0. 1972/73 war er Regisseur des Films Da myndighederne sagde stop („Als die Behörden Stop sagten“) über die Schließung von Qullissat. 1973/74 war er Regisseur von So er manna hugsan („So ist das Denken der Leute“) über das Verhältnis der Färöer und der EU. 1974 schrieb er zusammen mit Malik Høegh, Jens Geisler und der Theatergruppe Vester 60 das Schauspiel Kalaallit Nunaat. Von 1978 bis 1980 war er Berater und Sprecher der Fernsehserie I Knud Rasmussens Slædespor („In Knud Rasmussens Schlittenspur“). 1980 erschien die Radioserie Sorlavut ujarlugit („Auf der Suche nach unseren Wurzeln“) und 1982 Tuumarsi („Thomas“). 1982 erschien die Anthologie Tupigusullutik angalapput. 1996 gab er mit Sila eine Anthologie bedeutender grönländischer Dichter heraus. 1998 wurde er für seine Essaysammlung Isuma / Synspunkt für den Literaturpreis des Nordischen Rates nominiert. 1998 schrieb er mit Inuunermi aqqusaarneq eine Biografie über Aka Høegh. Taqqat uummammut aqqutaannut takorluukkat apuuffiannut war eine weitere Gedichtsammlung seiner Werke. Er hat an zahlreichen weiteren Anthologien auf Grönländisch, Dänisch, Norwegisch, Schwedisch, Isländisch, Französisch, Russisch, Spanisch und Englisch mitgewirkt. Daneben schrieb er zahlreiche Aufsätze zu politischen Themen, erstmals 1993 mit einem Werk über die Geschichte der ICC. Er beschäftigte sich auch mit der Zwangsumsiedelung der Inughuit aus Uummannaq (Dundas) und mit dem Klimawandel. 2008 schuf er den Dokumentationsfilm Arctic warming at the tipping point: An Inuit voice.
Von 1995 bis 2005 war er Vorsitzender der grönländischen Autorenvereinigung (Kalaallit Atuakkiortut) und anschließend noch bis 2014 Vizevorsitzender. 2002 wurde er Aufsichtsratsvorsitzender der Atuagassiaq Kalaaleq.
Am 3. Oktober 1991 wurde er mit dem Nersornaat in Silber ausgezeichnet. Zudem ist er seit 1994 Ritter und seit 2004 Ritter 1. Grades des Dannebrogordens. 2012 wurde er zum Ehrendoktor des Dartmouth College ernannt. 2021 wurde er auch Ehrendoktor des Ilisimatusarfik.

## Werke
- 1970: Agdlagarsiat („Erhaltene Schriften“)
- 1982: Tupigusullutik angalapput / Til Hæder og Ære („Sie reisen verwundert / Für Ruhm und Ehre“)
- 1989: Arctic perestrojka
- 1993: Inuit issittormiut kattuffiata oqaluttuassartaa / The Story of the Inuit Circumpolar Conference / Histoire de la Conférence circumpolaire Inuit
- 1996: Sila („Welt“)
- 1997: Isuma / Synspunkt („Meinung“)
- 1997: Collapse of the Inuit seal hunting economy and prospects for a sustainable future
- 1998: Inuunermi aqqusaarneq / Livets Gæst / Life's Guest
- 1999: Retten til Thulelandet / Inughuit Nunaat („Recht auf Thule / Land der Inughuit“)
- 2000: Inuit anersaavat silarsuarmi peqataanermi: ICC-p ukiuni sisamani anguniagassai 1998–2002 / Inuit spirit for global partnership: ICC's four-year mandate 1998–2002
- 2002: The Right to Return: Fifty Years of Struggle by Relocated Inughuit in Greenland
- 2008: Taqqat uummammut aqqutaannut takorluukkat apuuffiannut / The Veins of the Heart to Pinnacle of the Mind (2012: Des veines du coeur au sommet de la pensée)
- 2009: Climate change – a challenge for the arctic indigenous peoples – the Inuit response
- 2009: The Iceberg: A Dangerous Opera
- 2010: Facing the Impact of Global Climate Change. Recommendations from the Arctic
- 2010: The First Responsibility. New Chances and New Responsibilities in the Arctic Region
- 2010: Arctic Inuit policy (mit Marianne Stenbæk)
- 2014: An Inuit Voice. A Collection of Quotations from Speeches on Behalf of the Inuit Circumpolar Council, 2002–2014 (2016: Naggueqatigiit. Inuit Nipaat. Inuit Issittormiut Siunnersuisoqatigiiffiat sinnerlugu 2002-mit 2014-imut oqalugiaatigisimasaasailaannit tigulaakkat / En Inuit stemme. Uddrag af taler på vegne af Inuit Circumpolar Council i perioden 2002–2014)